# New Cornwall Mine
New Cornwall Mine är en gruva i Australien. Den ligger i kommunen Copper Coast och delstaten South Australia, omkring 130 kilometer nordväst om delstatshuvudstaden Adelaide. New Cornwall Mine ligger 43 meter över havet.
Runt New Cornwall Mine är det glesbefolkat, med 10 invånare per kvadratkilometer.. Närmaste större samhälle är Wallaroo, nära New Cornwall Mine. 
Trakten runt New Cornwall Mine består till största delen av jordbruksmark. Genomsnittlig årsnederbörd är 502 millimeter. Den regnigaste månaden är juni, med i genomsnitt 90 mm nederbörd, och den torraste är december, med 12 mm nederbörd.